# Michael Mosley
Michael Mosley (nacido el 16 de septiembre de 1978) es un actor de cine y televisión estadounidense, conocido por sus papeles como Drew Suffin en Scrubs (2009-2010), Ted Vanderway en Pan Am (2011-2012), Jerry Tyson también conocido como 3XK en Castle (2010, 2012 y 2015), Johnny Farrell en Sirens (2014-2015), Pastor Mason Young en el drama criminal de Netflix Ozark (2017-2018) y Everett Lynch en Mentes criminales (2019-2020).

## Vida personal
Mosley nació en Cedar Falls, Iowa. Estuvo comprometido con la actriz Anna Camp en septiembre de 2008; se casaron en 2010 y solicitaron el divorcio en 2013.

## Filmografía

### Películas
| Año  | Película                              | Papel                        |
| ---- | ------------------------------------- | ---------------------------- |
| 2003 | The Bog Creatures                     | Nick Warren                  |
| 2004 | Brother to Brother                    | Hombre blanco #1 en el metro |
| 2005 | Swimmers                              | Mike Tyler                   |
| 2005 | Building Girl                         | Nick                         |
| 2006 | The Insurgents                        | James                        |
| 2006 | The Big Bad Swim                      | Shawn                        |
| 2006 | Bella                                 | Kevin                        |
| 2006 | Room 314                              | David                        |
| 2007 | Goodbye Baby                          | Kevin                        |
| 2008 | 27 Dresses                            | Tipo del bar                 |
| 2008 | The Accidental Husband                | Declan                       |
| 2009 | Four Single Fathers                   | Ron                          |
| 2009 | The Proposal                          | Chuck                        |
| 2010 | After Lilly                           | Philip                       |
| 2011 | Restive                               | Braker                       |
| 2012 | You're Nobody 'til Somebody Kills You | Detective Francelli          |
| 2013 | Autumn Wanderer                       | Rick                         |
| 2015 | Hot Pursuit                           | Det. Dixon                   |
| 2015 | Other People's Children               | Josh                         |
| 2016 | Fluidic                               | Ultra                        |
| 2016 | LBJ                                   | Kenny O'Donnell              |
| 2017 | A Crooked Somebody                    | Bill Banning                 |
| 2018 | Matar o morir                         | Henderson                    |
| 2019 | Sister Aimee                          | Kenny                        |

### Televisión
| Año       | Título                            | Papel                               | Notas                                         |
| --------- | --------------------------------- | ----------------------------------- | --------------------------------------------- |
| 2001      | The Education of Max Bickford     | Quincy                              | 3 episodios                                   |
| 2002      | Law & Order: Special Victims Unit | Ronnie the Informant                | Episodio: "Protection"                        |
| 2002      | Third Watch                       | Stoner #1                           | Episodio: "The Chosen Few"                    |
| 2002      | Hack                              | Delincuente #1                      | 1 episodio                                    |
| 2006      | Conviction                        | Detective Calloway                  | Episodio: "Pilot"                             |
| 2006–2007 | Kidnapped                         | FBI Agent Malcolm Atkins            | Recurrente                                    |
| 2008      | The Wire                          | Raymond Wiley                       | Episodio: "Late Editions"                     |
| 2008      | Generation Kill                   | Sargento de artillería Robert Swarr | Episodio: "Stay Frosty"                       |
| 2009      | El mentalista                     | Sheriff Hardy                       | Episodio: "Red John's Footsteps"              |
| 2009      | Kings                             | Eli Shepherd                        | 3 episodios                                   |
| 2009      | Three Rivers                      | JC Dawson                           | Episodio: "Place of Life"                     |
| 2009–2010 | Scrubs                            | Drew Suffin                         | Protagonista (temporada 9)                    |
| 2010–2015 | Castle                            | Jerry Tyson/3XK                     | 4 episodios                                   |
| 2010      | Law & Order: Los Angeles          | Robert Forrester                    | Episodio: "Pasadena"                          |
| 2010      | The Closer                        | Jeff Darby                          | Episodio: "Old Money"                         |
| 2011      | Justified                         | Kyle Easterly                       | 3 episodios                                   |
| 2011      | Happy Endings                     | Malcolm                             | Episodio: "Your Couples, Friends & Neighbors" |
| 2011–2012 | Pan Am                            | Ted Vanderway                       | Protagonista                                  |
| 2012      | 30 Rock                           | Scott Scottsman                     | 2 episodios                                   |
| 2012      | Revolution                        | Private Richards                    | Episodio: "No Quarter"                        |
| 2012–2013 | Last Resort                       | Hal Anders                          | 4 episodios                                   |
| 2012–2014 | Longmire                          | Sean Keegan                         | Recurrente, 7 episodios                       |
| 2014–2015 | Sirens                            | Johnny                              | Protagonista                                  |
| 2016      | Elementary                        | Al Baxter                           | Episodio: "You've Got Me, Who's Got You?"     |
| 2016–2017 | Fear the Walking Dead: Passage    | Colton                              | Serie web; recurrente, 9 episodios            |
| 2017–2018 | Ozark                             | Pastor Mason Young                  | Recurrente                                    |
| 2018      | Queen Fur                         |                                     | Piloto no vendido                             |
| 2018      | Seven Seconds                     | Joe “Fish” Rinaldi                  | Protagonista                                  |
| 2018      | FBI                               | U.S. Marshal Paul Ackerman          | Episodio: "Compromised"                       |
| 2019–2020 | Mentes criminales                 | Everett Lynch                       | Recurrente (temporada 15), 6 episodios        |
| 2019      | Brooklyn Nine-Nine                | Franco McCoy                        | Episodio: "The Crime Scene"                   |
| 2019      | Titanes                           | Doctor Luz / Arthur Light           | 4 episodios                                   |
| 2020      | Next                              | CM                                  | Protagonista                                  |
| 2021      | The Sinner                        | Colin Muldoon                       | Recurrente (temporada 4)                      |
| 2022      | The Girl from Plainville          | Joseph Cataldo                      | Recurrente                                    |